# Defiance (Pennsylvanie)
Pour les articles homonymes, voir Defiance.
Defiance est une census-designated place du comté de Bedford, en Pennsylvanie, aux États-Unis.

## Géographie
Defiance se trouve au nord-est des États-Unis, dans le sud de l'État de Pennsylvanie, au sein du comté de Bedford, dont le siège de comté est Bedford. Ses coordonnées géographiques sont 40° 09′ 40″ N, 78° 13′ 47″ O.

## Démographie
Au recensement de 2010, sa population était de 239 habitants.